# Ambopteryx longibrachium
Ambopteryx (il cui nome significa "entrambe ali") è un genere estinto di dinosauro teropode scansoriopterygide vissuto nel Giurassico superiore, circa 163 milioni di anni fa (Oxfordiano), in Cina. Il genere contiene una singola specie, ossia A. longibrachium. Questo animal rappresenta il secondo dinosauro rinvenuto con una combinazione di piume e ali membranose, simili a quelle dei pipistrelli, dopo Yi, descritto nel 2015, che rappresenta il sister taxon di Ambopteryx. Si ritiene che l'esemplare olotipico rappresenti un esemplare subadulto o adulto. Si stima che l'esemplare raggiungesse una lunghezza corporea di 32 centimetri (13 pollici), per un peso di 306 grammi (0,675 libbre).

## Descrizione

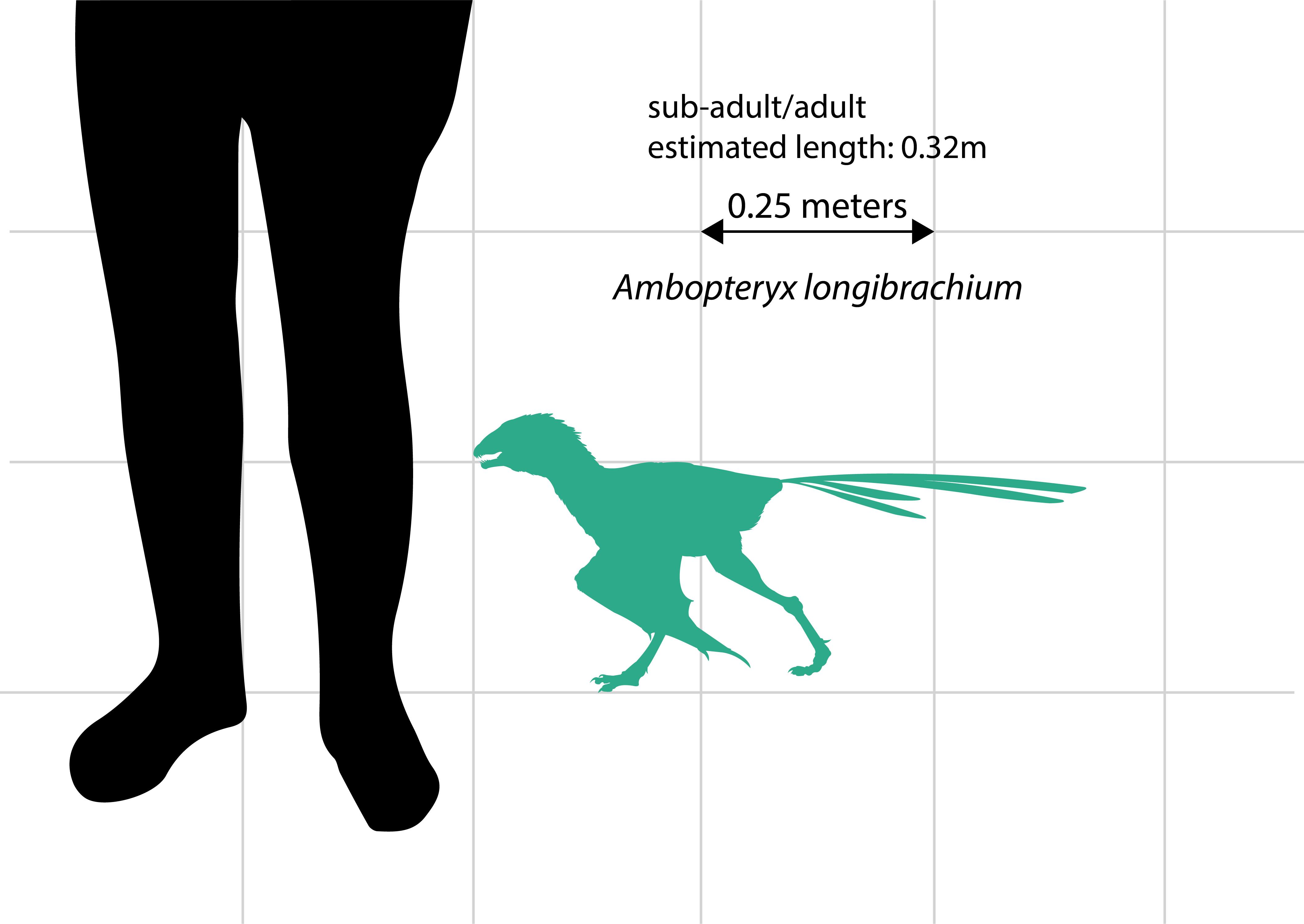
Dimensioni di A. longibrachium

Come gli altri scansoriopterygidi, Ambopteryx presenta un cranio corto e smussato ed un terzo dito della mano allungato, più lungo del secondo e del primo dito. Tra gli scansoriopterygidi, l'animale è più strettamente imparentato con Yi, con il quale condivideva una corta tibia e un "elemento stiliforme". L'elemento stiliforme è un osso allungato e leggermente ricurvo che si estendeva dall'estremità distale dell'ulna e sosteneva la membrana dell'ala, che si estendeva dal terzo dito fino all'addome.
Gli arti anteriori di Ambopteryx erano circa 1,3 volte la lunghezza degli arti posteriori, con l'ulna più corta dell'omero e larga quasi il doppio della larghezza del radio. Aveva una coda corta che mancava di un punto di transizione e terminava in un pigostilo fuso.

## Scoperta e denominazione
L'esemplare olotipo IVPP V24192 è rappresentato da uno scheletro articolato quasi completo con tessuto molle associato conservato su una lastra e una lastra di contrasto. Il fossile è stato recuperato nel 2017 dall'equivalente stratigrafico della Formazione Haifanggou, nei pressi del Villaggio di Wubaiding, nella Provincia di Liaoning e appartenente al Biota Yanliao.
La membrana alare è preservata come uno strato brunastro continuo sulla matrice che circonda la mano sinistra, la zampa anteriore destra e l'addome. La regione della testa, del collo e delle spalle sono ricoperte da un denso strato di piume. Sfortunatamente il cranio è molto poco preservato, ma comunque in connessione anatomica.
Il nome generico, Ambopteryx, deriva dal termine latino ambo, il quale significa "entrambi", ed il termine Greco antico, πτέρυξ (pteryx), il quale significa "ala". Il nome specifico longibrachium deriva dai termini Latini longus, "lungo", e brachium, significando l'avambraccio.

## Paleobiologia

### Dieta
La regione addominale dell'unico esemplare conosciuto di Ambopteryx contiene piccole pietre e frammenti ossei non identificati, che si pensa rappresentino gastroliti e resti ingeriti. Fino ad ora, la dieta degli scansoriopterygidi era sconosciuta. La presenza di gastroliti e di possibili frammenti ossei in Ambopteryx, combinata con l'inusuale morfologia dentale degli scansoriopterygidi, suggerisce che questi animali fossero onnivori.